# Melanolamia albosignata
Melanolamia albosignata là một loài bọ cánh cứng trong họ Cerambycidae.